# Santiago Maggiotti
Santiago Alejandro Maggiotti (Navarro, 9 de diciembre de 1974) es un político y economista argentino. Se desempeñó como Ministro de Desarrollo Territorial y Hábitat desde el 1 de noviembre de 2022 hasta el 7 de diciembre de 2023, designado por el presidente Alberto Fernández en reemplazo de Jorge Ferraresi.

## Biografía
Su padre, Santiago Aníbal Maggiotti, es un reconocido dirigente del Partido Justicialista de Navarro, su localidad natal, que además se desempeñó como diputado provincial e intendente en la década de 1990. Es Licenciado en Economía y magíster en Políticas públicas.
Fue elegido como Intendente de Navarro por primera vez en el 2011, logrando derrotar a la Unión Cívica Radical que venía gobernando hacía 12 años la localidad, siendo reelecto en el 2015 y luego en el 2019. Pidió licencia en noviembre del 2020 como intendente para asumir como Secretario de Desarrollo Territorial y Hábitat, segundo cargo más importante del ministerio homónimo, durante la gestión ministerial de Jorge Ferraresi. Fue reemplazado por Facundo Diz al frente del ejecutivo navarrense, de forma provisoria.
A fines de octubre de 2022, Jorge Ferraresi anunció su intención de retomar al cargo de Intendente de Avellaneda, del que había pedido licencia para ser ministro, con intenciones electorales. Es entonces que Alberto Fernández anuncia que Maggiotti reemplazaría a Ferraresi.